# 土居君雄
土居 君雄（どい きみお、1926年3月23日 - 1990年10月2日）は、日本の実業家。ドイ（カメラのドイ）創業者。広島県広島市出身。　

## 来歴・人物
1943年、関西甲種商業学校（現関西大学第一高校）卒業。戦後大阪で伯父の写真材料会社に勤務。左前となったため1956年、妻の郷里・福岡県福岡市で土居商店として独立した。当初は問屋から製品を仕入れ小売店に納入する二次卸だった。メーカー直結の問屋が流通経路を牛耳る時代、新参者が食い込む隙はなく苦戦。悩んだ末、末端の写真館やDPE店、土産物屋へのダイレクトメールを思いつく。これも当時は簡単に資料が集められず、市町村役場の商工係にアンケート用紙を送り顧客名簿を作成した。九州一円や中国地方にカメラやフィルムが当たるくじを付けると回収率が8割にも達した。この名簿を元に安売りチラシを無差別に配ると商売が大当たりした。
二次卸に留まっていては限界があるとして、1959年、小売部門に進出し社名を「ドイ」と変更。後発のハンデでまたも苦戦するが、九州のラジオの深夜30分番組を買ってCMを流し知名度を上げた。1972年東京に進出しチェーンストア展開を加速させカメラ、写真用品の他、家電製品なども取り扱い1975年には新宿へ出店。ヨドバシカメラら競合店と「新宿カメラ戦争」と呼ばれた安売り合戦で話題をまき知名度を上げた。同姓の土井正三と土井淳らを起用したCMの効果もあり、ピーク時には九州、関東、関西地方などに約130店舗を展開。1989年度の売上は346億円に達し、カメラの専門店チェーンとしてはヨドバシカメラ、ビックカメラに次ぎ日本で第3位となった。
しかし1990年、病気のため急逝。「これからは女性の時代」との予感から、後継には長女を選んだと言われる。ドイはその後、2003年8月に民事再生法の適用を申請して倒産し再建を目指したが2006年3月8日破産した。
戦時体験から「もったいない」が口癖で、中古のテレビを社内に持ち込んで使う等、名前をもじり「ドケチ」といわれた。酒・タバコ・ギャンブルもやらず、業界の付き合いもまったくしなかったといわれる。稼いだ金は好きな洋画と自動車の蒐集につぎ込んだ。特にアルフォンス・ミュシャとBMWの世界的コレクターであり、どちらも土居の死後、遺族から大阪時代に居を構えた大阪府堺市に寄贈され、現在ドイ・コレクションとして公開されている。日本でのミュシャの紹介者の一人であり、1989年、チェコ文化交流最高勲章が授与された。